# Сражение при Биберахе (1796)
Сражение при Биберахе (фр. Bataille de Biberach) — сражение между французскими войсками под командованием генерала Жана Виктора Моро и австрийскими войсками под командованием фельдмаршала Максимилиана фон Латура, произошедшее 2 октября 1796 года у городка Биберах в Германии во время войны первой коалиции. Завершилось победой французских войск. Стало одним из факторов успешного отступления Рейнско-Мозельской армии генерала Моро через Шварцвальдские теснины.

## Перед сражением
Поражения Журдана при Амберге и Вюрцбурге оставило Моро в опасной изоляции на реке Изер к северу от Мюнхена, и после попытки послать помощь Журдену он начал отступать во Францию. Моро решил отступить вдоль южного берега Дуная. Его армия перешла Лан без какого-либо вмешательства со стороны австрийцев, а затем в конце сентября перешла Рисс, приток Дуная. Эрцгерцог Карл послал корпус Латура наперерез отступлению Моро.
После пересечения Рисса Моро остановился на позиции возле озера Федер-Зее, окруженном болотом. Его левый фланг, под командованием генерала Дезе, протянулся от озера до Дуная. Центр под командованием Сен-Сира располагался вокруг Шуссенрейда и Штайнхаузена, в четырёх милях к югу от озера. Правый фланг под командованием генерала Ферино простирался между Байндтом и Равенсбургом, в двадцати милях к югу от Федер-Зе.
29 сентября австрийцы двинулись за французами через Рисс. На следующий день австрийский авангард атаковал при Шуссенрейде, часть французской линии, но был отбит. В свою очередь Моро решил контратаковать сам.
Латур не ожидал, что его атакуют, и поэтому его армия растянулась на очень широком фронте. Его правый фланг (6000 человек под командованием генерала Коспота) был расположен в Стаффлангене, на полпути между Биберахом и Федер-Зе, с аванпостами в Зикирхе, к северу от озера, и Оггельсхаузене — на юге. Центр (5000 человек под командованием генерала Байе) был размещен в Штайнхаузене, в четырёх милях к югу от Стаффлангена. Австрийский левый фланг был самым сильным — 10 000 человек под командованием генерала Меркантина и принца Конде. Он располагался вокруг Ольцройте, чуть более чем в миле к югу от Штайнхаузена. Сам Латур с 2500 резерва находился в Гродте, чуть менее чем в двух милях к северо — востоку от Штайнхаузена, на дороге, ведущей через Ройте в Биберах. Слабость его позиции заключалась в том, что у его правого фланга и центра был только один путь отступления через Рисс — единственный мост в Биберахе.
Моро понял, что у него есть шанс уничтожить большую часть армии Латура. У него было превосходство в силах над Латуром, и его армия была лучше сконцентрирована. У него также был шанс обойти с фланга главную австрийскую позицию. Моро решил атаковать австрийцев с трех сторон. Справа генералу Ферино было приказано продвигаться на север от Вальдзее, через Оберессендорф и Унтерессендорф, к Уммендорфу, к югу от Бибераха и на восточном берегу Рисса. Слева генерал Дезе должен был продвигаться по дороге Ридлинген — Биберах, которая проходила к северу от австрийского правого фланга у Зекирха. В центре генерал Сен-Сир должен был атаковать по дороге Рейхенбах — Биберах, которая идет на восток в Штайнхаузен, а затем через Гродт и Ройте в Биберах.

## Ход сражения
Атака Ферино справа не получила развития из-за халатности штабного офицера.
Слева Дезе заставил Коспота отступить на восток к Гальгенбергу, холму на окраине Бибераха. Дезе решил атаковать с обоих флангов эту новую позицию. Одна колонна двинулась на восток, в Бикенхард, к северу от Бибераха, а затем повернула на юг и вошла в город. Дезе возглавил правую колонну, которая захватила Миттельбиберах на западной стороне холмов. Коспот попытался отступить между двумя наступающими французскими колоннами, но спаслись только его передовые войска. Пять батальонов были захвачены в плен.
В центре Моро провёл две атаки. К югу от Федерзее генерал Жерар атаковал через Оггельсхаузен в направлении Бибераха. Немного южнее генерал Дюэм оставил бригаду Лабуассьера для наблюдения за австрийцами, стоящими у Шуссенрида, в то время как остальная часть его колонны атаковала в направлении Штайнхаузена, заставив австрийцев отступить. Последовавшая конная контратака австрийцев была отражена, и Байе был вынужден отступить к Гродту, чтобы присоединиться к резервам. Отступление Байе вынудило Меркантина и Конде отступить из Ользройте в Винтерштеттен, и потом дальше на восток.
Наступление Сен-Сира было остановлено огнем австрийской артиллерии. Ближе к вечеру Моро приказал начать новую атаку. Сен-Сир предпринял фронтальную атаку на австрийские позиции у Кродта, в то время как генерал Жерар двинулся к Ройте, на линии отступления Латура. Когда тот понял, в какой опасности находится, то сошел с дороги и отступил вокруг позиции Жерара в лес в Риндемусе (к востоку от Ройте).
Латур попытался удержаться в Герадсвайлере, между Ройте и Биберахом, но обнаружил, что французы уже в городе. Оставив Герадсвейлер, он попытался перебраться через реку, но это удалось только части войск, остальные попали в плен.

## Результаты
В сражении французы при Биберахе потеряли чуть менее 1000. Австрийцы потеряли примерно столько же убитыми и ранеными, но французы также взяли в плен 4000 человек. Латур потерял почти половину из участвовавших в сражении.
Отступив на запад, Моро 15 октября переправился через Шварцвальдские теснины, 19 октября проиграл сражение при Эммендингене, но сумел дойти до Рейна. 29 октября французская Рейнско — Мозельская армия ушла за реку. Кампания закончилась очищением правого берега Рейна от французов. В ноябре эрцгерцог Карл заключил с французами перемирие и направился в Италию против Бонапарта.